# Myrskylä
Myrskylä (in svedese Mörskom) è un comune finlandese di 1764 abitanti, situato nella regione dell'Uusimaa. Fino al 2011 apparteneva alla regione dell'Uusimaa Orientale in seguito soppressa.

## Società

### Lingue e dialetti
Le lingue ufficiali di Myrskylä sono il finlandese e lo svedese, e 2,1% parlano altre lingue.
| %     | Ripartizione linguistica (gruppi principali) |
| ----- | -------------------------------------------- |
| 10,0% | madrelingua svedese                          |
| 89,9% | madrelingua finlandese                       |